# William Ferguson (biolog)
William Ferguson (ur. lipiec 1820, zm. 31 lipca 1887 w Kolombo) – brytyjski botanik, herpetolog i entomolog.
W 1839 roku wstąpił do służby cywilnej Cejlonu. Na wyspę przybył w grudniu tego roku i przebywał tam do śmierci w 1887 roku. W czasie wolnym prowadził badania nad lokalną florą oraz owadami i gadami. Liczne artykuły publikował na łamach „Ceylon Observer” i „Tropical Agriculturist”. Do jego ważniejszych publikacji książkowych należą:
- The Palmyra Palm, Borassus flabelliformis. A popular Description of the Palm and its Products, having special reference to Ceylon, with a valuable Appendix, embracing extracts from nearly every Author that has noticed the Tree. Illustrated by wood engravings (1850)
- Correspondence with Sir J. Emerson Tennent on the Botany of Ceylon
- A Plan of the Summit of Adam's Peak
- Scripture Botany of Ceylon (1859)
- A Descriptive List of Ceylon Timber Trees (1863)
- Ceylon Ferns (1872)
- Reptile Fauna of Ceylon (1877)
- Ceylon Ferns and Their Allies (1880)

Opisał m.in. dwa nowe dla nauki gatunki gadów: Aspidura guentheri i Cnemaspis scalpensis. Jego zbiór stał się podstawą monografii chrząszczy z rodziny świetlikowatych.
W 1874 roku wybrany został na honorowego członka Royal Society of Edinburgh.